# Херман I Цељски
Херман I Цељски (око 1333 - 21. март 1385.) је био гроф цељски. Био је млађи син Фридриха I Цељског. Између 1359. и 1368. заједно са братом Урлихом I био је старешина грофова Цељских, а од 1368. до 1385. Херман је био старешина породице грофова Цељских.

## Младост
Херман је био млађи син Фридриха I Цељског и његове супруге Диедмунд од Валсеа. Након смрти старијег брата Улриха I, који је за собом оставио седмогодишњег сина Виљема, Херман је 1368. године постао вођа породице грофова Цељских.
Херман I Цељски је био ожењен Катарином Котроманић, кћерком босанског бана Стефана II Котроманића. Са њом је добио двојицу синова, Ханса и Хермана II.
Хеман I је 1377. са својим сином Херманом II и нећаком Виљемом учествовао у малом крсташком походу у источну Пруску против паганских Жмуђана, који је организовао и водио војвода Албрехт III Аустријски.
Пре похода на Балтик, Херман је 15. маја 1377. написао своју опоруку, према којој у случају да се ниједан од три грофа Цељских не врати, да поседе наследи ортенбуршки гроф Фридрих III Ортенбуршки, син његовог брата Ота IV Ортенбуршког, без обзира на права своје супруге и сестре. Хермана I је наследио његов другорођени син Херман II Цељски, пошто му је прворођени син Ханс преминуо 1372. године

## Породично стабло
|  |                     |  |  |  |  |  |  |  |  |  |  |  |  |  |  |  |
|  | 2. Фридрих I Цељски |  |  |  |  |  |  |  |  |  |  |  |  |  |  |  |
|  |                     |  |  |  |  |  |  |  |  |  |  |  |  |  |  |  |
|  |                     |  |  |  |  |  |  |  |  |  |  |  |  |  |  |  |
|  | 1. Херман I Цељски  |  |  |  |  |  |  |  |  |  |  |  |  |  |  |  |
|  |                     |  |  |  |  |  |  |  |  |  |  |  |  |  |  |  |
|  |                     |  |  |  |  |  |  |  |  |  |  |  |  |  |  |  |
|  | 3.                  |  |  |  |  |  |  |  |  |  |  |  |  |  |  |  |
|  |                     |  |  |  |  |  |  |  |  |  |  |  |  |  |  |  |
|  |                     |  |  |  |  |  |  |  |  |  |  |  |  |  |  |  |